# Klaus Badelt
Klaus Badelt (Frankfurt, Németország, 1968. december 13. –) német zeneszerző, aki leginkább filmzenéiről vált ismertté. Szülőföldjén kezdte pályafutását mozifilm- és reklám zenék megírásával. 1998-ban Hans Zimmer (Oscar-díjas zeneszerző) felkérte Badeltet, hogy dolgozzon a Jay Rifkinnel közös tulajdonban lévő Media Ventures Santa monicai stúdiójában. Ezt követően számos saját filmes munkán dolgozott, köztük Az időgép és az Atomcsapda című filmek zenéin. Együttműködött még más Media Ventures zeneszerzőkkel is, mint pl. Harry Gregson-Williams, John Powell és Zimmer.
A Zimmerrel való munkája során közreműködött Az őrület határán és az Egyiptom hercege Oscar-díjra jelölt zenei albumán. Sok filmrendező felkérésére írt zenét, beleértve Ridley Scottot, Tony Scottot, Terrence Malickot, John Woot, Kathryn Bigelowt, Jeffrey Katzenberget, Tom Cruiset, Sean Pennt, Gore Verbinskit, és Steven Spielberget is.
Társproducerként közreműködött a Ridley Scott által rendezett Gladiátor című hollywoodi film zenei darabjaiban az énekes-zeneszerző Lisa Gerrarddal. Hans Zimmerrel számos sikeres filmzenén dolgozott együtt, mint például Az ígéret megszállottja, és a 2001-es év kasszasikerei közül a Hannibal és a Pearl Harbor – Égi háború című filmekéin. Ezeken kívül még számos filmzenét komponált.

## Filmográfia
| 2001 - Hannibal - Hannibal - Pearl Harbor – Égi háború - Pearl Harbor - Hé, haver, nyomjuk a verdát! - Extreme Days - A legyőzhetetlen - Invincible (Hans Zimmerrel) - Az ígéret megszállottja - The Pledge (Hans Zimmerrel) 2002 - Equilibrium - Pasimentes övezet - Manfast - Atomcsapda - K-19: The Widowmaker - Az időgép - The Time Machine - Teknolust 2003 - A Karib-tenger kalózai: A Fekete Gyöngy átka - Pirates of the Caribbean: The Curse of the Black Pearl (Hans Zimmerrel) - Beat the Drum - Kiképzőtábor - Basic - Ned Kelly – A törvényen kívüli - Ned Kelly - Beavatás - The Recruit 2004 - A Macskanő - Catwoman - Viharmadarak - Thunderbirds | 2005 - Az ígéret - The Promise - Constantine, a démonvadász - Constantine (Brian Tylerrel) 2006 - Hajnali mentőakció - Rescue Dawn - Miami Vice - Miami Vice - Poseidon - 16 utca - 16 Blocks - Ultraviola - Ultraviolet 2007 - Redline - Heaven and Earth - Skid Row - Skid Row - Megérzés - Premonition - Tini Nindzsa Teknőcök - TMNT 2008 - A Niebelungok kincse - Die Jagd nach dem Schatz der Nibelungen (német tévéfilm) - A Skorpiókirály 2. - Harcos születik - The Scorpion King 2: Rise of a Warrior - Csillagközi invázió 3. - Starship Troopers 3: Marauder - Pour Elle |

## Fordítás
- Ez a szócikk részben vagy egészben  a   Klaus Badelt című angol Wikipédia-szócikk fordításán alapul.  Az eredeti cikk szerkesztőit annak laptörténete sorolja fel. Ez a jelzés csupán a megfogalmazás eredetét és a szerzői jogokat jelzi, nem szolgál a cikkben szereplő információk forrásmegjelöléseként.